# Lepidozona subtilis
Lepidozona subtilis är en blötdjursart som beskrevs av Berry 1956. Lepidozona subtilis ingår i släktet Lepidozona och familjen Ischnochitonidae.
Artens utbredningsområde är Californiaviken. Inga underarter finns listade i Catalogue of Life.